# Coma (X-Files)
Coma (One Breath) est le 8e épisode de la saison 2 de la série télévisée X-Files. Dans cet épisode, qui fait partie de l'arc mythologique de la série, Scully est retrouvée dans le coma après son enlèvement et Mulder essaie de savoir ce qui lui est arrivé.
L'épisode, très différent d'une histoire standard de la série car mettant l'accent sur l'émotion et les personnages, a obtenu des critiques très favorables.

## Résumé
Mulder apprend que Scully a été retrouvée dans le coma. À l'hôpital, les médecins n'ont aucune idée de la cause de son état mais les Lone Gunmen découvrent que c'est de l'ADN modifié et désormais inactif introduit en elle qui agit désormais comme un poison sur son organisme. Plus tard, un inconnu vole un échantillon du sang de Scully. Mulder le poursuit mais est confronté à Monsieur X, qui abat l'inconnu et demande à Mulder d'arrêter son investigation. Pendant ce temps, Scully fait l'expérience de visions de ses proches, tandis qu'une infirmière l'encourage régulièrement à continuer à se battre.
Mulder considère que l'homme à la cigarette est responsable de l'état de Scully et cherche à le retrouver. Skinner tente en vain de le raisonner mais, plus tard, l'adresse de l'homme à la cigarette est transmise anonymement à Mulder. Ce dernier s'introduit chez l'homme à la cigarette et le menace de son arme avant de renoncer à le tuer. Il rédige une lettre de démission mais Skinner la refuse. Mulder comprend au cours de leur conversation que c'est lui qui lui a donné l'adresse de l'homme à la cigarette.
Melissa, la sœur de Scully, persuade Mulder de venir lui rendre une dernière visite plutôt que de s'enfermer dans ses projets de vengeance. Mulder accepte à contrecœur, ayant voulu rester chez lui pour intercepter des hommes venus fouiller son appartement à une heure bien précise, et qui sont également complices de l'enlèvement de Scully (cette information lui avait été donnée par Monsieur X quelques heures aurapavant, ce qui aurait permis à Mulder de découvrir qui se cachait derrière l'enlèvement). Une fois rentré de sa visite à l'hôpital, Mulder trouve son appartement sens dessus-dessous et pleure sur son occasion ratée de découvrir les coupables. Le lendemain, Scully sort du coma et dit à Mulder qu'elle n'a aucun souvenir de ce qui lui est arrivé après son enlèvement et que c'est grâce à lui qu'elle est de retour parmi les vivants. Quand Scully cherche à voir l'infirmière qui l'a aidée, elle s'entend répondre qu'aucune infirmière correspondant à sa description ne travaille dans cet hôpital.

## Distribution
- David Duchovny : Fox Mulder
- Gillian Anderson : Dana Scully
- Sheila Larken : Margaret Scully
- Melinda McGraw : Melissa Scully
- Mitch Pileggi : Walter Skinner
- Steven Williams : Monsieur X
- William B. Davis : l'homme à la cigarette
- Don S. Davis : William Scully
- Tom Braidwood : Melvin Frohike
- Dean Haglund : Richard Langly
- Bruce Harwood : John Fitzgerald Byers
- Jay Brazeau : le docteur Daly
- Lorena Gale : l'infirmière Wilkins

## Production
Glen Morgan et James Wong écrivent le scénario lorsque David Duchovny leur demande de réaliser pour son personnage un équivalent de ce qu'ils ont fait pour Scully avec l'épisode Le Message. Les scénaristes jouent par ailleurs avec le thème que le paranormal n'est pas seulement lugubre et inquiétant mais qu'il peut être aussi porteur d'espoir sans être niais pour autant. Les scènes oniriques de l'épisode sont inspirées aux scénaristes par la lecture du livre Raising the Dead, de Richard Seizer.
Le titre original de l'épisode, One Breath, provient d'une ligne de dialogue du père de Scully quand il lui parle lors d'une scène onirique. L'épisode marque la première apparition dans la série du personnage de Melissa Scully. Morgan et Wong, qui avaient précédemment travaillé avec Melinda McGraw, écrivent ce rôle spécialement pour cette actrice. Les scénaristes prévoient également d'introduire plus tard une romance entre Mulder et Melissa mais cette idée ne sera jamais concrétisée.
Gillian Anderson, qui tourne la majorité de ses scènes couchée dans un lit d'hôpital, est de retour dans la série seulement huit jours après avoir donné naissance à sa fille. L'actrice a plusieurs scènes où elle doit rester allongée sans bouger ni parler et s'endort vraiment lors du tournage de plusieurs d'entre elles. Le réalisateur R. W. Goodwin confie au sujet de l'épisode qu'il a « très peu en commun avec un épisode classique de la série, étant beaucoup plus axé sur le côté émotionnel et les relations entre les personnages ». Goodwin avoue par ailleurs qu'il n'était pas convaincu que William B. Davis, qui doit tourner lors de cet épisode sa première scène chargée d'une grande tension, soit à la hauteur de la tâche mais le réalisateur est finalement bluffé par son interprétation.

## Accueil

### Audiences
Lors de sa première diffusion aux États-Unis, l'épisode réalise un score de 9,5 sur l'échelle de Nielsen, avec 16 % de parts de marché, et est regardé par 15,30 millions de téléspectateurs.

### Accueil critique
L'épisode recueille des critiques très favorables. Le magazine Empire le classe à la 15e place des meilleurs épisodes de la série. Pour Michael Roffman, de Time Magazine, c'est le meilleur épisode centré sur Scully de la série. Sarah Stegall, du site Munchkyn Zone, lui donne la note maximale. John Keegan, du site Critical Myth, lui donne la note de 10/10. Dans leur livre sur la série, Robert Shearman et Lars Pearson lui donnent la note de 5/5.
Zack Handlen, du site The A.V. Club, évoque un épisode qui fait la part belle à l'émotion, avec des scènes « incroyablement touchantes » où les personnages se mettent à nu et des scènes oniriques « étrangement belles », au détriment de l'intrigue, qui manque parfois de rigueur et dont la résolution « n'est pas satisfaisante ». Le magazine Entertainment Weekly lui donne la note de B, saluant l'interprétation de David Duchovny et la richesse du sous-texte mais regrettant le « symbolisme absurde » et le personnage de « gourde new age » de Melissa Scully.
En France, le site Le Monde des Avengers lui donne la note de 4/4. Pour le site Daily Mars, c'est un épisode « qui navigue entre imagerie new age et mélodrame, très éloigné de ce qu’est habituellement X-Files » et qui est caractérisé par le soin apporté à « l’écriture des personnages et à leur développement ».

### Distinctions
L'épisode obtient une nomination lors des Primetime Emmy Awards 1995 dans la catégorie de la meilleure photographie pour une série.